# Rosa de la Cruz
Rosa Riondo de la Cruz (Cuba, 1944 - Key Biscayne, Florida 25 de febrero de 2024) fue una filántropa y empresaria cubana. Especialista en arte y diseño, fue una famosa coleccionista de arte contemporáneo.

## Biografía
Rosa de la Cruz comenzó su colección de arte en la década de 1960, junto a su marido, el empresario cubano Carlos de la Cruz. Casados desde 1966, el matrimonio ha reunido una de las mejores colecciones de arte contemporáneo de Miami, incluyendo una notable colección de pinturas alemanas de posguerra. La mayoría de sus obras se exponen desde 2009 en el museo privado De la Cruz Collection, 10 000 m² dedicados al arte contemporáneo en Miami en un edificio diseñado por John Marquette. Rosa y Carlos son padres de Alberto de la Cruz.

## Colección
La primera obra que adquirió fue "Star Gazer" (1956), del artista mexicano Rufino Tamayo. En su colección destacan nombres tan diversos en el arte actual como Dan Colen, Kathryn Andrews, Ana Mendieta, Jim Hodges, Martin Kippenberger, Isa Genzken, Christopher Wool, Félix González-Torres, Mark Bradford, Peter Doig, Nate Lowman. Christian Holstad o Sterling Ruby. Otros artistas importantes son Mark Bradford, Wifredo Lam y Salvador Dalí, cuyo retrato de la madre de Carlos de la Cruz, Dolores Suero Falla, pertenece a la colección.
En 2016, ArtNews incluyó a Rosa de la Cruz entre el "Top 200 Collectors".

## Fallecimiento
Rosa de la Cruz murió en paz a los 81 años en su casa de Key Biscayne, Florida, el 25 de febrero de 2024, tras una larga batalla contra un trastorno autoinmune no revelado.